# Anne Vig Skoven
Anne Vig Skoven (født 1. maj 1960 i København, død 27. marts 2013) var en dansk musiker og præst.
Skoven var guitarist i det danske rockorkester Miss B. Haven. Som guitarist høstede hun stor popularitet som en af de første danske kvindelige deciderede rockguitarister. Skoven brød med Miss B. Haven i slutningen af 1980'erne og blev 1996 optaget på teologistudiet i København, hvor hun i 2000 blev cand. theol. på en prisopgave (En kritisk stillingtagen til forskningen i Romerbrevets kap. 9-11 siden Kümmels Forschungsbericht fra 1977), som indbragte hende Københavns Universitets guldmedalje. Herfra er hun uddannet og fungerede indtil sin død som præst ved Esajas Kirke i København.